# Державний монетний двір (Карлсруе)
48°48′07″ пн. ш. 9°13′55″ сх. д. / 48.802° пн. ш. 9.23191° сх. д.
Державний монетний двір Баден-Вюртемберга в Карлсруе (нім. Staatliche Münze Baden-Württemberg Standort Karlsruhe) або Державний монетний двір Карлсруе (нім. Staatliche Münze Karlsruhe) — найменший монетний двір Німеччини зі штаб-квартирою в місті Карлсруе.
Попередню будівлю монетного двору було споруджено поблизу Палацу Карлсруе в 1732 році. Через два роки його перенесли до міста Дурлах, що тепер є найбільшим міським районом у складі міста Карлсруе.
Монетний двір набув важливого значення за доби Велике герцогство Баденське (1806—1871). У 1816 році було прийнято рішення про будівництво нової будівлі, яка була урочисто відкрита в 1827 році, що є офіційним роком заснування двору. Після приєднання Бадена до Німецької імперії 1871 року монетний двір продовжив карбувати монети, тепер уже — загальноімперського зразка, позначаючи їх літерою «G».
У 1970-х роках стався «монетний скандал у Карлсруе», коли тодішнього директора монетного двору було звинувачено у виготовленні копій рідкісних 50-пфенігових монет. Учасників скандалу було засуджено лише за шахрайство та крадіжку монетного металу, отримавши умовні терміни.
У 1998 році відбулося злиття монетних дворів Штутгарта та Карлсруе. Об'єднане підприємство почало називатися «Державним монетним двором Баден-Вюртемберга».
Сьогоднішній Державний монетний двір Баден-Вюртемберга у Карлсруе є одним із п'яти державних монетних дворів у Німеччині. 
Інші чотири розташовані в Берліні, Гамбурзі та Мюнхені